# Lưu Quân (chính khách)
Lưu Quân (tiếng Trung giản thể: 刘珺, bính âm Hán ngữ: Liú Jùn, sinh năm 1972, người Hán) là doanh nhân, chính trị gia nước Cộng hòa Nhân dân Trung Hoa. Ông là Ủy viên dự khuyết Ủy ban Trung ương Đảng Cộng sản Trung Quốc khóa XX, hiện là Phó Bí thư Đảng ủy, Hành trưởng Ngân hàng Giao thông, Giám sự trưởng Hiệp hội Giao dịch thương Trung Quốc.
Lưu Quân là đảng viên Đảng Cộng sản Trung Quốc, học vị Cử nhân Ngân hàng, Thạc sĩ Quản trị kinh doanh, Tiến sĩ Quản trị học. Ông có sự nghiệp phần lớn trong ngành tài chính ngân hàng, khối xí nghiệp nhà nước Trung Quốc.

## Xuất thân và giáo dục
Lưu Quân sinh vào năm 1972, quê quán tại huyện Thông Vị của địa cấp thị Định Tây, tỉnh Cam Túc, Cộng hòa Nhân dân Trung Hoa. Ông có bằng cử nhân ngân hàng, từng tới thành phố Tahlequah của quận Cherokee, tiểu bang Oklahoma, Hoa Kỳ để theo học cao học giai đoạn 1994–96 tại Đại học Bang Đông Bắc và nhận bằng thạc sĩ quản trị kinh doanh. Những năm 2000, ông là nghiên cứu sinh sau đại học của Đại học Bách khoa Hồng Kông, trở thành Tiến sĩ Quản trị học vào năm 2003. Ông được kết nạp Đảng Cộng sản Trung Quốc vào năm 2000.

## Sự nghiệp
Tháng 7 năm 1993, Lưu Quân được tuyển vào Ngân hàng Quang Đại Trung Quốc (China Everbright Bank), làm giao dịch viên ngoại hối của bộ phận nghiệp vụ quốc tế. Trong thời kỳ đầu 1993–2000, ông lần lượt là Phó Trưởng phòng Gây quỹ, Phó Trưởng phòng Ngân hàng đại lý, rồi thăng chức làm Trợ lý Giám đốc bộ phận nghiệp vụ quốc tế kiêm Trưởng phòng Ngân hàng đại lý. Tháng 12 năm 2000, ông được cử tới Hồng Kông làm làm Trưởng đại diện China Everbright Bank chi nhánh Hồng Kông kiêm Phó Giám đốc bộ phận quỹ, rồi dần là Giám đốc bộ phận này và Giám đốc bộ phận nghiệp vụ ngân hàng đầu tư. Tháng 12 năm 2008, ông trở về trụ sở làm Giám đốc bộ phận ngân quỹ, Giám đốc Trung tâm thị trường tài chính Everbright. Sau đó, tháng 9 năm 2009, ông được bổ nhiệm làm Trợ lý Hành trưởng, Ủy viên Đảng ủy của China Everbright Bank, rồi nhậm chức Phó Hành trưởng kiêm Phó Bí thư Đảng ủy cơ quan thuộc tổng bộ ngân hàng, Bí thư Đảng ủy, Hành trưởng China Everbright Bank chi nhánh Thượng Hải từ tháng 12 năm 2010. Từ tháng 7 năm 2014, ông là Ủy viên Đảng ủy, Đồng sự chấp hành, Phó Tổng giám đốc Tập đoàn China Everbright Bank. Giữ chức vụ này trong 2 năm, với tổng cộng gần 25 công tác ở Ngân hàng Quang Đại thì ông được điều tới Công ty trách nhiệm hữu hạn Đầu tư Trung Quốc làm Phó Tổng giám đốc vào tháng 10 năm 2016.
Tháng 5 năm 2020, Lưu Quân được điều tới Ngân hàng Giao thông, nhậm chức làm Phó Bí thư Đảng ủy ngân hàng, là nhân tuyển lãnh đạo để rồi được bầu làm Hành trưởng ngân hàng từ ngày 9 tháng 7 cùng năm. Vào tháng 12 năm 2021, ông giữ thêm vị trí Giám sự trưởng Hiệp hội Nhà đầu tư tài chính thị trường ngân hàng Trung Quốc. Cuối năm 2022, ông tham gia Đại hội Đảng Cộng sản Trung Quốc lần thứ XX từ đoàn đại biểu tài chính trung ương. Trong quá trình bầu cử tại đại hội, ông được bầu là Ủy viên dự khuyết Ủy ban Trung ương Đảng Cộng sản Trung Quốc khóa XX.